# Laura Boldrini
Laura Boldrini (Macerata, 28 de abril de 1961) es una periodista y política italiana. Miembro de la coalición Izquierda, Ecología y Libertad fue elegida diputada por Sicilia en las elecciones generales de febrero de 2013. Fue presidenta de la Cámara de Diputados italiana durante la XVII legislatura de la República Italiana.

## Biografía
Laura Boldrini nació en Macerata el 28 de abril de 1961. Su padre era abogado, y su madre maestra de la educación artística. Es la mayor de cinco hermanos. Pasó la mayor parte de su infancia y adolescencia en Iesi en la provincia de Ancona donde asistió a la escuela primaria. Empezó su trabajo como voluntaria en 1981 cuando decide mudarse durante tres meses a Venezuela donde trabajó en una plantación de arroz. Realizó en esa época diversos viajes por América Latina y otros países del mundo.
Se graduó en Derecho en 1985 en la Universidad de Roma La Sapienza con una tesis sobre la libertad de prensa. De 1983 a 1986 trabajó para la Agencia de Prensa Italiana y Emigración (AISE) y se inscribió como periodista profesional en 1986. Durante los siguientes dos años trabajó en la RAI en varios programas de televisión y radio, como productora.
En 1989 inició su carrera en Naciones Unidas. Trabajó primero en el gabinete de prensa de la FAO en producción de video y radio y en 1998 en el Programa Mundial de Alimentos (PMA) como portavoz y secretaria de prensa en Italia. Durante esos años, realizó misiones en la antigua Yugoslavia, el Cáucaso, Afganistán, Tayikistán, Mozambique e Irak.
De 1998 hasta el 2012 fue portavoz del Alto Comisionado de las Naciones Unidas para los Refugiados (ACNUR) coordinando las actividades de prensa e información de Italia en los países del sur de Europa. Entre los temas que trató están el asilo, la migración en el Mediterráneo y emergencias internacionales. Desarrolló misiones en diferentes lugares de crisis: Bosnia, Albania, Kosovo, Pakistán, Afganistán, Sudán, Angola, Irán, Jordania, Tanzania, Burundi, Ruanda, Sri Lanka, Siria, Malawi, Yemen.
Durante su etapa en ACNUR en varias ocasiones se mostró crítica con la política migratoria llevada a cabo por el gobierno de Mario Monti al que acusó de no tomar distancia de los movimientos políticos partidarios de la expulsión de extranjeros sin papeles.

### Trayectoria política
En 2013 fue elegida diputada por la circunscripción de Sicilia en la lista de la coalición Izquierda, Ecología y Libertad. El 16 de marzo fue elegida Presidenta de la Cámara de Diputados con 327 de los 618 votos de la cámara. En segundo lugar quedó Roberto Fico del Movimiento 5 estrellas que logró 108 votos. Se convirtió así en la tercera mujer en presidir esta cámara después de Nilde Iotti e Irene Pivetti. En su primer discurso Boldrini evocó el carácter europeo de Italia y apeló a la transparencia y a la sobriedad.
Fue la primera persona al frente de la Cámara de Diputados en participar en la jornada del Orgullo Gay Nacional que se celebró en Palermo el 22 de junio de 2013.

## Premios y reconocimientos
En 1999 fue galardonada con la medalla oficial de la Comisión Nacional para la Igualdad y la igualdad de oportunidades entre hombres y mujeres.
El 26 de febrero de 2004 recibió, por iniciativa del presidente de la República italiana, la medalla de la Orden al Mérito de la República Italiana.
En 2009 obtuvo el premio del Consejo nacional de la Orden de Periodistas por su carrera como agregada de prensa, y por otro lado la revista semanal Familia Cristiana la eligió "Italiana del año".

## Publicaciones
- 2010 Tutti indietro.

- 2013 Solo le montagne non si incontrano mai. Storia di Murayo e dei suoi padri con la historia de un niño de somalia gravemente enfermo que un militar italiano trajo a Italia y 14 años más tarde conoce a su padre a partir de una emisión de televisión.
- 2015 Lo sguardo lontano, con la editorial Einaudi sobre su experiencia en la institución que preside.